# Haplopteris hainanensis
Haplopteris hainanensis är en kantbräkenväxtart som först beskrevs av Carl Frederik Albert Christensen och Ren-Chang Ching, och fick sitt nu gällande namn av E. H. Crane. Haplopteris hainanensis ingår i släktet Haplopteris och familjen Pteridaceae. Inga underarter finns listade.

## Bildgalleri

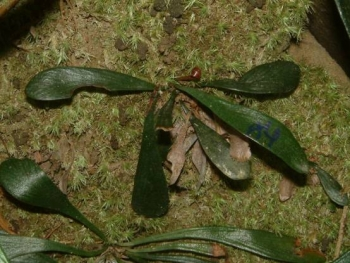
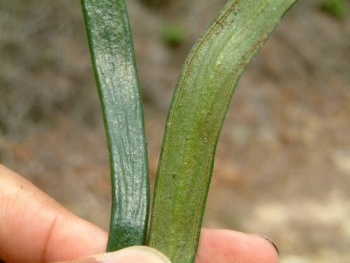
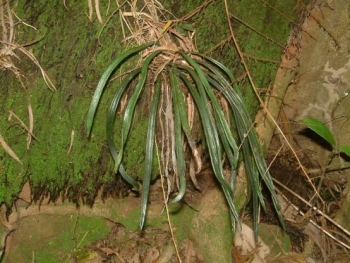
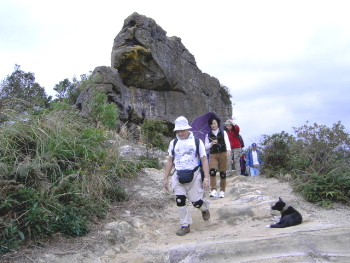
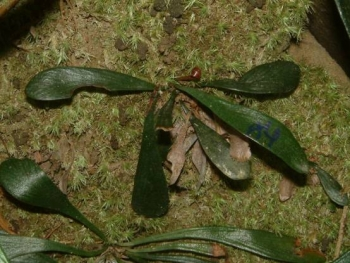
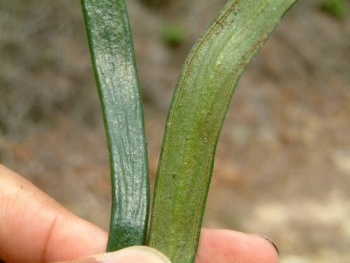